# Geoff Nicholls
Geoff Nicholls (28. února 1948, Birmingham, Anglie, Spojené království – 28. ledna 2017) byl hudebník a klávesista, který je nejvíce známý jako dlouholetý člen heavy metalové skupiny Black Sabbath. Před vstupem do Black Sabbath hrál se skupinou Quartz, která hrála NWOBHM.